# Meta qianshanensis
Meta qianshanensis là một loài nhện trong họ Tetragnathidae.
Loài này thuộc chi Meta. Meta qianshanensis được miêu tả năm 1983 bởi Zhu & Zhu.